# المؤسسة الوطنية للولادة
المؤسسة الوطنية للولادة هي مؤسسة خيرية مقرها في المملكة المتحدة والتي بدأت في عام 1956. تقدم تلك المؤسسة المعلومات والدعم أثناء الحمل والولادة والولادة المبكرة.

## التاريخ
تأسست المؤسسة الوطنية للولادة، التي كانت تسمى أصلًا «مؤسسة الولادة الطبيعية»، في عام 1956 كنتيجة لإعلان نشرته صحيفة «تايمز» برونيلا بريانس. كانت بريانس مستوحاة من كتابات التوليد البريطانية جرانتلي ديك-ريد، التي يعتبرها الكثيرون أبًا للولادة الطبيعية، وأصبحت أول رئيس للمؤسسة الوطنية للولادة. في ذلك الوقت، كانت تُملي قواعد الولادة أن النساء يلدن كما يقرر لهم أطباؤهم. ونتج الجهل الناتج عن ذلك الخوف، وأدى الخوف إلى الألم ونقص الدعم أثناء الولادة والوالدية المبكرة.
أعلن إعلان بريانس «سيتم تشكيل جمعية الولادة الطبيعية لتعزيز وفهم أفضل ومساعدة أي شخص مهتم بهذا الموضوع...». وعقد الاجتماع الافتتاحي في 29 يناير 1957 في كاكستون هول مع غرانتلي ديك باعتبارها واحدة من المتكلمين. أصبحت المؤسسة الوطنية للولادة محل ثقة للولادة الطبيعية في عام 1958.

### التواريخ الرئيسية
- 1961 أعيدت تسميتها «الجمعية الوطنية للولادة»، نظرًا للحالة الخيرية والتي بدأت في نشر النشرات.
- شكلت مجموعة تعزيز الرضاعة الطبيعية لعام 1967 وهيئة المعلمين، ووضع معايير وخدمات التدريب. يقوم المجلس الوطني الانتقالي بضغط الحكومات علي أساليب البحث بشكل كامل وإنهاء الاستخدام المفرط للتدخلات.
- أنشئت لجنة ما بعد الولادة علم 1980، مما أدى إلى إنشاء (مجموعة دعم للوالدين المعوقين) ومجموعات الدعم الأخرى.
- 1989 أصبحت المؤسسة الوطنية للولادة شركة محدودة بالضمان
- 1991 أعطت المؤسسة الوطنية للولادة أدلة للجنة وينتيرتون استنادًا إلى أبحاثها الخاصة
- 1994 صدور تقرير فريق الأمومة من الخبراء، الذي اعتمدت عليه إيلين هوتون، رئيسة المجلس الوطني الانتقالي آنذاك، كسياسة حكومية لإنكلترا وويلز
- 1995 أُنشئت جريدة المؤسسة الوطنية للولادة
- 7991 تم التحقق من تدريب المعلمين قبل الولادة من قبل جامعة لوتون
- 1999 أصبحت مجموعة دعم للوالدين المعوقين منظمة مستقلة.
- 2001 أطلقت الجمعية الوطنية الرضاعة الطبيعية والمؤسسة الوطنية للولادة موقع nctpregnancyandbabycare.com
- 2005 أطلقت المؤسسة الوطنية للولادة اوقعها المنقح وتحديثه ل nct.org.uk
- 2008 أطلقت المؤسسة الوطنية للولادة شعارًا جديدًا للموقع
- 2008 غيَّرت المؤسسة الوطنية للولادة نظام الحجوزات الصفية من خدمة المتطوعين إلى التوظيف - الخدمات الأخرى التي يديرها المتطوعين لم تتغير

## الانتقادات
في كانون الثاني / يناير 2013، أثارت كيرستي ألسوب، التي تقدم برامج تلفزيونية ذات صلة بالممتلكات، تعليقًا صحفيًا عندما كتبت على تويتر: «الكثير من الناس لديهم تجارب جيدة في المؤسسة الوطنية للولادة، ولكن الكثير منهم لا يفعلون ذلك، وهذا أمر حساس جدًا يحتاج إلى تنظيم». كان هناك انتقادات صحفية أخرى في صحيفة ديلي تلغراف في المملكة المتحدة عندما عرضت المسلسل التلفزيوني في النادي، الذي يضم فئة ما قبل الولادة.

## روابط خارجية
الموقع الرسمي